# Георгіос Пападопулос
Георгіос Пападопулос (грец. Γεώργιος Παπαδόπουλος [ʝeˈorʝi.os papaˈðopulos], 5 травня 1919, с. Елеохор, Пелопоннес, Грецьке королівство — 27 червня 1999, Греція) — лідер військової хунти полковників. З 1967 — Прем'єр-міністр Греції, обіймав посаду Президента Греції з 1972 по 25 грудня 1973.

## Біографія
Народився в родині вчителя. Батько — Христос Пападопулос, мати — Хрісула Пападопулу. Мав двох молодших братів — Костянтина та Харлампія.
У 1940 закінчив школу курсантів. Пізніше брав участь у Другій світовій війні проти італійських і німецьких окупантів.
19 жовтня 1951 був одним із суддів у процесі над Нікосос Белоянісом та його соратниками.
21 квітня 1967 здійснив урядовий переворот, в результаті якого військова диктатура «чорних полковників» прийшла до влади. З грудня того ж року — міністр національної оборони Греції. Пізніше — президент партії Демократів.
У 1973 почав проводити непослідовну лібералізацію, скасував монархію в Греції і фактично став першим Президентом Грецької республіки, в результаті чого втратив підтримку серед своїх колишніх соратників. 25 листопада 1973, після студентського повстання у Афінському політехнічному університеті, скинутий генералом Дімітріосом Іоаннідісом, який очолив хунту.
Після повалення хунти в 1974 Пападопулоса притягнуто до суду і засуджено до смертної кари, яка була замінена на довічне ув'язнення Константіносом Караманлісом. Утримувався в афінській в'язниці «Корідалó».